# Championnat de Serbie de football 2015-2016
Navigation
Édition précédente Édition suivante
La saison 2015-2016 du championnat de Serbie de football est la 10e édition de l'histoire de la compétition et la huitième sous l'appellation Jelen SuperLiga. Le premier championnat dans la hiérarchie du football serbe oppose seize clubs en deux séries de trente et sept rencontres, disputées pour la première selon le système aller-retour où les différentes équipes s'affrontent une fois par phase et pour la seconde en matches simples, chaque équipe affrontant une seule fois les autres clubs présents dans son groupe. La saison commence le 18 juillet 2015 et prendra fin le 21 mai 2016.
Lors de cette saison, Partizan défend son titre face à quinze autres équipes dont trois promus de deuxième division que sont Javor-Matis, Metalac et Radnik.
Trois places qualificatives pour les compétitions européennes sont attribuées par le biais du championnat : une place pour le deuxième tour de la Ligue des champions et deux pour le premier tour de la Ligue Europa. Une autre place pour le premier tour de la Ligue Europa est celle du vainqueur de la Kup Srbije. Les deux derniers du championnat sont relégués en deuxième division et sont remplacés par les deux promus de cette même division pour l'édition suivante.
C'est le club de l'Étoile rouge de Belgrade qui est sacrée à l'issue de la saison, après avoir terminé en tête de la poule pour le titre, avec quatorze points d'avance sur le tenant du titre, le Partizan Belgrade et quinze sur le FK Čukarički. Il s'agit du vingt-septième titre de champion de l'histoire du club.

## Équipes

### Participants
| \| Partizan Étoile rouge de Belgrade Čukarički Vojvodina Novi Pazar Rad Mladost OFK Beograd Radnički Niš Jagodina Spartak Voždovac Borac Radnik Javor Metalac \| Localisation des clubs engagés dans le championnat. |
| Partizan Étoile rouge de Belgrade Čukarički Vojvodina Novi Pazar Rad Mladost OFK Beograd Radnički Niš Jagodina Spartak Voždovac Borac Radnik Javor Metalac                                                           |

Légende des couleurs
- Deuxième tour de qualification de la Ligue des champions 2015-2016
- Premier tour de qualification de la Ligue Europa 2015-2016
- Promu de Prva Liga Srbije

| Club                        | Se maintient depuis | Classement 2014-2015 | Entraîneur         | Depuis | Stade                                | Capacité théorique | Ville            |
| --------------------------- | ------------------- | -------------------- | ------------------ | ------ | ------------------------------------ | ------------------ | ---------------- |
| Borac                       | 2014                | 13                   | Milorad Kosanović  | 2016   | Gradski stadion                      | 8 000              | Čačak            |
| Étoile rouge de Belgrade    | 2006                | 2                    | Miodrag Božović    | 2015   | Stadion Rajko Mitić                  | 52 000             | Belgrade         |
| FK Čukarički                | 2013                | 3                    | Milan Lešnjak      | 2016   | Stadion na Banovom Brdu              | 7 000              | Belgrade         |
| FK Jagodina                 | 2008                | 10                   | Aleksandar Janjić  | 2016   | Gradski stadion (Pod Đurđevim brdom) | 15 000             | Jagodina         |
| FK Javor Ivanjica           | 2015                | 2 (D2)               | Mladen Dodić       | 2016   | Stadion kraj Moravice                | 5 000              | Ivanjica         |
| FK Metalac Gornji Milanovac | 2015                | 3 (D2)               | Nenad Vanić        | 2015   | Stadion Metalac                      | 4 600              | Gornji Milanovac |
| FK Mladost Lučani           | 2014                | 7                    | Nenad Milovanović  | 2014   | Stadion Mladost                      | 8 000              | Lučani           |
| FK Novi Pazar               | 2011                | 5                    | Zoran Marić        | 2016   | Gradski Stadion                      | 12 000             | Novi Pazar       |
| OFK Belgrade                | 2006                | 8                    | Dragan Radojičić   | 2015   | Omladinski stadion                   | 19 100             | Belgrade         |
| FK Partizan Belgrade        | 2006                | 1                    | Ivan Tomić         | 2015   | Stadion Partizana                    | 32 710             | Belgrade         |
| FK Rad Belgrade             | 2008                | 6                    | Bogdan Korak       | 2016   | Stadion Kralj Petar Prvi             | 6 000              | Belgrade         |
| FK Radnički Niš             | 2012                | 9                    | Milan Rastavac     | 2015   | Gradski Stadion Čair                 | 18 151             | Niš              |
| FK Radnik Surdulica         | 2015                | 1 (D2)               | Miloš Veselinović  | 2015   | Stadion FK Radnik                    | 3 312              | Surdulica        |
| FK Spartak Zlatibor Voda    | 2009                | 11                   | Andreï Tchernychov | 2015   | Gradski Stadion Subotica             | 13 000             | Zlatibor         |
| FK Vojvodina Novi Sad       | 2006                | 4                    | Nenad Lalatović    | 2015   | Stadion Karađorđe                    | 15 000             | Novi Sad         |
| FK Voždovac Belgrade        | 2013                | 12                   | Bratislav Živković | 2015   | Stadion FK Voždovac                  | 5 200              | Belgrade         |

## Première phase

### Classement
Les équipes sont classées selon leur nombre de points, lesquels sont répartis comme suite : trois points pour une victoire, un point pour un match nul et zéro point pour une défaite. Pour départager les égalités, les critères suivants sont utilisés :
1. Différence de buts générale
2. Nombre de buts marqués

Si ces critères ne permettent pas de départager les équipes à égalité, celles-ci occupent donc la même place au classement officiel. Si deux équipes sont à égalité parfaite au terme du championnat, les critères suivants sont utilisés :
1. Points particuliers
2. Différence de buts particulière
3. Différence de buts générale
4. Nombre de buts marqués
5. Classement du fair-play

Si deux équipes sont à égalité parfaite au terme de la phase préliminaire, il y a lieu de procéder au tirage au sort.
| Rang | Équipe                       | Pts | J  | G  | N  | P  | Bp | Bc | Diff |
| ---- | ---------------------------- | --- | -- | -- | -- | -- | -- | -- | ---- |
| 1    | Étoile rouge de Belgrade     | 82  | 30 | 26 | 4  | 0  | 82 | 19 | +63  |
| 2    | FK Partizan BelgradeT C      | 54  | 30 | 16 | 6  | 8  | 59 | 37 | +22  |
| 3    | FK Čukarički                 | 53  | 30 | 15 | 8  | 7  | 37 | 22 | +15  |
| 4    | FK Borac Čačak               | 46  | 30 | 12 | 10 | 8  | 37 | 29 | +8   |
| 5    | FK Vojvodina Novi Sad        | 46  | 30 | 12 | 10 | 8  | 44 | 38 | +6   |
| 6    | FK Radnički Niš              | 45  | 30 | 12 | 9  | 9  | 26 | 23 | +3   |
| 7    | FK Voždovac Belgrade         | 40  | 30 | 10 | 10 | 10 | 30 | 29 | +1   |
| 8    | FK Radnik SurdulicaP         | 38  | 30 | 9  | 11 | 10 | 34 | 46 | -12  |
| 9    | FK Javor IvanjicaP           | 35  | 30 | 8  | 11 | 11 | 21 | 24 | -3   |
| 10   | FK Metalac Gornji MilanovacP | 35  | 30 | 8  | 11 | 11 | 29 | 35 | -6   |
| 11   | FK Mladost Lučani            | 33  | 30 | 7  | 12 | 11 | 25 | 38 | -13  |
| 12   | FK Novi Pazar                | 31  | 30 | 7  | 10 | 13 | 21 | 39 | -18  |
| 13   | OFK Belgrade                 | 28  | 30 | 8  | 4  | 18 | 27 | 44 | -17  |
| 14   | FK Spartak Subotica-2        | 26  | 30 | 6  | 10 | 14 | 20 | 37 | -17  |
| 15   | FK Jagodina                  | 26  | 30 | 5  | 11 | 14 | 22 | 43 | -21  |
| 16   | FK Rad Belgrade              | 26  | 30 | 5  | 11 | 14 | 30 | 41 | -11  |

|  | Qualification pour la poule pour le titre                               |
|  | Participation à la poule de relégation                                  |
|  | T : Tenant du titre C : Vainqueur de la Coupe de Serbie P : Promu de D2 |

### Tableau des rencontres
| Résultats (▼dom., ►ext.)                                   | BOR | ETO | ČUK | JAG | JAV | MET | MLA | NPZ | OFK | PAR | RAD | RDS | RDN | SPA | VOJ | VOŽ |
| Borac                                                      |     | 1-1 | 1-0 | 3-0 | 0-1 | 2-1 | 1-2 | 3-0 | 1-0 | 1-3 | 0-0 | 2-1 | 4-2 | 0-0 | 4-2 | 1-1 |
| Étoile rouge de Belgrade                                   | 4-2 |     | 3-1 | 3-1 | 1-0 | 2-0 | 2-1 | 2-0 | 4-1 | 3-1 | 1-0 | 1-1 | 5-0 | 4-0 | 3-0 | 2-0 |
| Čukarički                                                  | 1-0 | 2-7 |     | 2-0 | 1-0 | 1-1 | 0-1 | 1-0 | 1-0 | 1-2 | 1-1 | 0-1 | 2-0 | 3-0 | 1-1 | 0-0 |
| Jagodina                                                   | 0-0 | 0-3 | 1-3 |     | 1-0 | 0-1 | 0-3 | 1-2 | 3-1 | 2-2 | 1-0 | 1-2 | 1-1 | 1-1 | 1-1 | 0-0 |
| FK Javor Ivanjica                                          | 0-1 | 0-3 | 0-0 | 1-1 |     | 1-0 | 0-0 | 1-1 | 2-1 | 1-2 | 3-0 | 0-0 | 0-1 | 2-0 | 0-1 | 0-0 |
| Metalac                                                    | 2-0 | 0-0 | 1-2 | 1-4 | 0-0 |     | 0-0 | 3-2 | 3-1 | 1-0 | 2-2 | 0-2 | 2-2 | 1-0 | 0-0 | 1-1 |
| Mladost                                                    | 1-1 | 0-3 | 0-2 | 2-0 | 1-1 | 0-0 |     | 1-1 | 0-0 | 2-2 | 1-0 | 0-1 | 0-0 | 0-0 | 1-2 | 0-0 |
| Novi Pazar                                                 | 0-0 | 0-4 | 0-0 | 1-0 | 0-1 | 2-2 | 1-3 |     | 1-0 | 3-2 | 1-0 | 1-0 | 2-0 | 0-0 | 1-1 | 1-1 |
| OFK Beograd                                                | 1-1 | 2-6 | 0-3 | 0-2 | 0-1 | 1-0 | 0-1 | 0-0 |     | 2-1 | 2-0 | 0-2 | 3-0 | 2-0 | 1-0 | 2-1 |
| Partizan                                                   | 2-1 | 1-2 | 0-1 | 6-0 | 3-2 | 4-0 | 4-0 | 3-0 | 2-1 |     | 1-1 | 0-0 | 3-2 | 2-1 | 0-2 | 3-0 |
| Rad                                                        | 2-3 | 0-3 | 0-1 | 0-0 | 1-1 | 0-1 | 4-2 | 1-0 | 1-1 | 2-2 |     | 2-0 | 4-1 | 3-3 | 2-2 | 0-2 |
| Radnik                                                     | 0-1 | 1-2 | 0-0 | 0-0 | 2-0 | 2-1 | 1-1 | 0-0 | 1-0 | 0-1 | 1-0 |     | 1-1 | 1-0 | 0-3 | 0-0 |
| Radnički Niš                                               | 1-0 | 0-2 | 2-1 | 0-0 | 1-1 | 0-0 | 3-1 | 2-0 | 2-1 | 2-2 | 1-1 | 2-1 |     | 1-0 | 2-2 | 1-3 |
| Spartak                                                    | 0-0 | 2-3 | 0-2 | 0-0 | 0-0 | 0-3 | 2-0 | 2-0 | 2-1 | 0-1 | 2-1 | 1-2 | 0-0 |     | 2-1 | 0-2 |
| Vojvodina                                                  | 1-1 | 0-0 | 0-4 | 3-1 | 2-0 | 3-2 | 3-0 | 4-1 | 1-0 | 3-2 | 1-2 | 0-2 | 2-3 | 1-1 |     | 2-1 |
| Voždovac                                                   | 0-2 | 2-3 | 0-0 | 1-0 | 0-2 | 1-0 | 4-1 | 1-0 | 2-3 | 1-2 | 1-0 | 3-1 | 2-1 | 0-1 | 0-0 |     |
| - Victoire à domicile - Match nul - Victoire à l'extérieur |     |     |     |     |     |     |     |     |     |     |     |     |     |     |     |     |

## Seconde phase
Avant le début de cette seconde phase, les points de chaque équipe obtenus en saison régulière sont divisés par deux et arrondis au supérieur.
Les équipes sont classées selon leur nombre de points, lesquels sont répartis comme suite : trois points pour une victoire, un point pour un match nul et zéro point pour une défaite. Pour départager les égalités, les critères suivants sont utilisés :
1. Points lors de la phase préliminaire
2. Points particuliers lors de la phase préliminaire
3. Différence de buts particulière lors de la phase préliminaire
4. Différence de buts générale
5. Nombre de buts marqués
6. Classement du fair-play

Si deux équipes sont à égalité parfaite au terme du championnat et que le titre de champion, la qualification à une compétition européenne ou la relégation sont en jeu, les deux équipes doivent se départager au cours d'un match éliminatoire disputé sur terrain neutre. Si le match se termine par une égalité à la fin du temps réglementaire, 2 périodes de 15 minutes sont jouées. Dans le cas d'une autre égalité, une séance de penalties sera organisée.

### Seconde phase
| Rang | Équipe                   | Pts | J  | G  | N  | P  | Bp | Bc | Diff |
| ---- | ------------------------ | --- | -- | -- | -- | -- | -- | -- | ---- |
| 1    | Étoile rouge de Belgrade | 54  | 37 | 30 | 5  | 2  | 97 | 27 | +70  |
| 2    | FK Partizan Belgrade'T'C | 40  | 37 | 20 | 7  | 10 | 72 | 44 | +28  |
| 3    | FK Čukarički             | 39  | 37 | 19 | 8  | 10 | 48 | 35 | +13  |
| 4    | FK Vojvodina Novi Sad    | 36  | 37 | 16 | 11 | 10 | 57 | 44 | +13  |
| 5    | FK Radnički Niš          | 35  | 37 | 16 | 9  | 12 | 40 | 35 | +5   |
| 6    | FK Borac Čačak           | 30  | 37 | 14 | 11 | 12 | 46 | 43 | +3   |
| 7    | FK Voždovac Belgrade     | 25  | 37 | 11 | 12 | 14 | 34 | 36 | -2   |
| 8    | FK Radnik SurdulicaP     | 25  | 37 | 11 | 11 | 15 | 41 | 65 | -24  |

| Rang | Équipe                        | Pts | J  | G  | N  | P  | Bp | Bc | Diff |
| ---- | ----------------------------- | --- | -- | -- | -- | -- | -- | -- | ---- |
| 9    | FK Mladost Lučani             | 31  | 37 | 11 | 14 | 12 | 34 | 44 | -10  |
| 10   | FK Spartak Subotica-2         | 29  | 37 | 11 | 11 | 15 | 37 | 42 | -5   |
| 11   | FK Metalac Gornji Milanovac P | 28  | 37 | 10 | 15 | 12 | 41 | 48 | -7   |
| 12   | FK Rad Belgrade               | 27  | 37 | 9  | 13 | 15 | 40 | 47 | -7   |
| 13   | FK Javor IvanjicaP            | 26  | 37 | 10 | 13 | 14 | 25 | 29 | -4   |
| 14   | FK Novi Pazar                 | 25  | 37 | 10 | 10 | 17 | 29 | 50 | -21  |
| 15   | OFK Belgrade                  | 18  | 37 | 9  | 5  | 23 | 38 | 58 | -20  |
| 16   | FK Jagodina                   | 15  | 37 | 5  | 13 | 19 | 29 | 61 | -32  |

| Résultats (▼dom., ►ext.) | BOR | ETO | ČUK | PAR | RDN | RDS | VOJ | VOŽ |
| Borac                    |     | 0-3 |     |     | 4-1 | 3-1 |     | 0-0 |
| Étoile rouge de Belgrade |     |     | 1-2 | 1-1 | 2-0 |     | 1-3 |     |
| Čukarički                | 3-1 |     |     |     | 1-5 | 2-1 | 1-2 |     |
| Partizan                 | 2-0 |     | 1-2 |     |     |     | 3-2 | 2-1 |
| Radnički Niš             |     |     |     | 1-0 |     | 5-1 |     | 2-0 |
| Radnik                   |     | 1-4 |     | 0-4 |     |     | 1-0 |     |
| Vojvodina                | 2-0 |     |     |     | 4-0 |     |     | 0-0 |
| Voždovac                 |     | 0-1 | 2-0 |     |     | 1-2 |     |     |

| Résultats (▼dom., ►ext.) | JAG | JAV | MET | MLA | NPZ | OFK | RAD | SPA |
| Jagodina                 |     | 0-0 |     | 0-1 |     |     | 1-1 |     |
| FK Javor Ivanjica        |     |     | 1-1 | 0-1 |     | 1-0 |     | 0-2 |
| Metalac                  | 2-1 |     |     | 2-2 | 4-2 | 1-1 |     |     |
| Mladost                  |     |     |     |     | 1-0 | 3-1 | 1-3 | 0-0 |
| Novi Pazar               | 3-2 | 0-2 |     |     |     |     | 1-0 | 0-1 |
| OFK Beograd              | 6-2 |     |     |     | 1-2 |     |     | 1-3 |
| Rad                      |     | 1-0 | 1-1 |     |     | 2-1 |     |     |
| Spartak                  | 5-1 |     | 5-1 |     |     |     | 1-2 |     |

|  | Qualification pour la Ligue des champions de l'UEFA 2016-2017           |
|  | Qualification pour la Ligue Europa 2016-2017                            |
|  | Participation au barrage de promotion-relégation                        |
|  | Relégation en deuxième division                                         |
|  | T : Tenant du titre C : Vainqueur de la Coupe de Serbie P : Promu de D2 |

## Bilan de la saison
| Championnat de Serbie de football 2015-2016                        |                                   |
| Champion                                                           | Étoile Rouge Belgrade (27e titre) |
| Coupes et trophées                                                 |                                   |
| Vainqueur de la Coupe de Serbie 2015-2016                          | FK Partizan Belgrade              |
| Qualifications continentales                                       |                                   |
| Ligue des champions de l'UEFA 2016-2017                            | Étoile Rouge Belgrade             |
| Ligue Europa 2016-2017                                             | FK Partizan Belgrade              |
| Ligue Europa 2016-2017                                             | FK Čukarički                      |
| Ligue Europa 2016-2017                                             | FK Vojvodina Novi Sad             |
| Promotions et relégations                                          |                                   |
| Promus en Championnat de Serbie de football                        | FK Napredak Kruševac              |
| Promus en Championnat de Serbie de football                        | FK Bačka Bačka Palanka            |
| Relégués en Championnat de Serbie de football de deuxième division | OFK Belgrade                      |
| Relégués en Championnat de Serbie de football de deuxième division | FK Jagodina                       |

## Statistiques

### Meilleurs buteurs
| Rang | Joueur             | Club                     | Buts |
| ---- | ------------------ | ------------------------ | ---- |
| 1    | Aleksandar Katai   | Étoile rouge de Belgrade | 21   |
| 2    | Hugo Vieira        | Étoile rouge de Belgrade | 20   |
| 3    | Valeri Bojinov     | Partizan                 | 18   |
| 3    | Andrija Pavlović   | Čukarički                | 18   |
| 5    | Srđan Vujaklija    | Borac                    | 15   |
| 6    | Saša Marjanović    | Radnički Niš             | 12   |
| 7    | Luis Ibáñez        | Étoile rouge de Belgrade | 9    |
| 7    | Saša Jovanović     | Mladost                  | 9    |
| 7    | Slavoljub Srnić    | Étoile rouge de Belgrade | 9    |
| 7    | Slaviša Stojanović | Radnik                   | 9    |

### Équipe-type
Équipe-type de SuperLiga 2015-2016 du SPFN :
- Gardien :
 Damir Kahriman (Étoile rouge de Belgrade)
- Défenseurs :
 Luis Ibáñez (Étoile rouge de Belgrade)
 Aleksandar Luković (Étoile rouge de Belgrade)
 Bojan Ostojić (Čukarički)
 Filip Stojković (Čukarički)
- Milieux de terrain :
 Marko Grujić (Étoile rouge de Belgrade)
 Mitchell Donald (Étoile rouge de Belgrade)
 Nemanja Mihajlović (Partizan)
 Aleksandar Katai (Étoile rouge de Belgrade)
- Attaquants :
 Andrija Pavlović (Čukarički)
 Hugo Vieira (Étoile rouge de Belgrade)

## Parcours en coupes d'Europe

### Parcours européen des clubs
Le parcours des clubs serbes en coupes d'Europe est important puisqu'il détermine le coefficient UEFA, et donc le nombre de clubs serbes présents en coupes d'Europe les années suivantes.

| Club                     | Compétition         | Résultat                       | Ultime(s) adversaire(s) | Ultime(s) adversaire(s) | Ultime(s) adversaire(s) |
| ------------------------ | ------------------- | ------------------------------ | ----------------------- | ----------------------- | ----------------------- |
| FK Partizan              | Ligue des champions | Barrages                       | FK BATE Borisov         | FK BATE Borisov         | FK BATE Borisov         |
| FK Partizan              | Ligue Europa        | Phase de groupes               | Athletic Bilbao         | FC Augsbourg            | AZ Alkmaar              |
| FK Vojvodina Novi Sad    | Ligue Europa        | Barrages                       | FC Viktoria Plzeň       | FC Viktoria Plzeň       | FC Viktoria Plzeň       |
| FK Čukarički             | Ligue Europa        | Deuxième tour de qualification | FK Qabala               | FK Qabala               | FK Qabala               |
| Étoile rouge de Belgrade | Ligue Europa        | Premier tour de qualification  | FC Kairat Almaty        | FC Kairat Almaty        | FC Kairat Almaty        |